# Troika Games
Troika Games — колишня компанія, яка займалася розробкою відеоігор, заснована 1998 року трьома вихідцями з компанії Interplay Entertainment. Засновники, Тім Кейн, Леонард Боярський та Джейсон Андерсон, разом працювали над грою Fallout спільно із частиною співробітників Interplay (пізніше сформовану в компанію Black Isle Studios). Troika Games стала відомим розробником ігор у жанрі CRPG.
28 лютого 2005 року компанія офіційно припинила своє існування, після нестачі коштів для розробки нових проектів.

## Історія
В процесі розробки Fallout 2, компанія Interplay розпочала певну реорганізацію, наслідком якої стало створення дочірньої компанії Black Isle Studios. Тім Кейн, Леонард Боярський та Джейсон Андерсон — розробники, які теж мали увійти в цю компанію, оскільки були співробітниками відділу розробки рольових ігор, були незгідні з умовами угоди. Тому вони покинули Interplay та заснували в 1998 році власну компанію. ЇЇ назвали Troika Games, що є транслітерацією російського слова рос. тройка, напевно маючи на увазі трьох ключових осіб в компанії.
Перша гра — Arcanum — була видана влітку 2001 року.
У 2003 Troika випустила The Temple of Elemental Evil за ліцензією Dungeons & Dragons. Після виходу гра мала багато проблем, тому кілька офіційних патчів було випущено, щоб виправити і доповнити гру.
У 2004 Troika вийшла остання гра компанії — Vampire: The Masquerade - Bloodlines. Після незадовільних продажів гри компанія не змогла знайти коштів для розробки нових проектів, і тому була змушена звільнити всіх співробітників в кінці 2004 року, а вже 28 лютого 2005 року, компанія офіційно припинила своє існування.

## Ігри компанії
- Arcanum: Of Steamworks and Magick Obscura
- The Temple of Elemental Evil
- Vampire: The Masquerade – Bloodlines

##### Скасовані
- Неназвана пост-апокаліптична рольова гра
- Journey to the Center Of Arcanum
- Vampire: The Masquerade — Bloodlines 2